# Robert Kiwior
Robert Kiwior (ur. 12 maja 1982 roku w Sosnowcu) – polski siatkarz, rozgrywający. W Polskiej Lidze Siatkówki zawodnik Czarnych Radom, Górnika Radlin i Polskiej Energii Sosnowiec. Ponadto gracz m.in. WTS-u Warka i Farta Kielce.